# Fußball-Weltmeisterschaft 1958/Gruppe 3
| Pl.                                           | Land     | Sp. | S | U | N | Tore    | Diff. | Punkte |
| --------------------------------------------- | -------- | --- | - | - | - | ------- | ----- | ------ |
| 1.                                            | Schweden | 3   | 2 | 1 | 0 | 005:100 | +4    | 05:10  |
| 2.                                            | Wales    | 3   | 0 | 3 | 0 | 002:200 | ±0    | 03:30  |
| 3.                                            | Ungarn   | 3   | 1 | 1 | 1 | 006:300 | +3    | 03:30  |
| 4.                                            | Mexiko   | 3   | 0 | 1 | 2 | 001:800 | −7    | 01:50  |
| Wales durch Entscheidungsspiel Gruppenzweiter |          |     |   |   |   |         |       |        |

Gruppe 3 der Fußball-Weltmeisterschaft 1958:

## Schweden – Mexiko 3:0 (1:0)
| Schweden                                                       | Schweden | Mexiko | Mexiko |
| -------------------------------------------------------------- | --- | --- | ------ |
| Schweden                                                       | \| 1. Gruppenspiel \| \| 8. Juni 1958 um 14:00 Uhr in Stockholm (Råsundastadion) \| \| Zuschauer: 34.107 \| \| Schiedsrichter: Nikolai Gawrilowitsch Latyschew ( Sowjetunion) \| \| Spielbericht \|   | \| 1. Gruppenspiel \| \| 8. Juni 1958 um 14:00 Uhr in Stockholm (Råsundastadion) \| \| Zuschauer: 34.107 \| \| Schiedsrichter: Nikolai Gawrilowitsch Latyschew ( Sowjetunion) \| \| Spielbericht \|                                        | Mexiko |
| Schweden                                                       | Kalle Svensson – Orvar Bergmark, Sven Axbom – Nils Liedholm, Sigvard Parling, Bengt Gustavsson – Kurt Hamrin, Gunnar Gren, Agne Simonsson, Lennart Skoglund, Bror Mellberg Cheftrainer: George Raynor | Antonio Carbajal – Jesús del Muro, José Villegas, Alfonso Portugal – Jorge Romo, Francisco Flores, Alfredo Hernández – Salvador Reyes, Carlos Calderón de la Barca, Crescencio Gutiérrez, Enrique Sesma Cheftrainer: Antonio López Herranz | Mexiko |
| Schweden                                                       | 1:0 A. Simonsson (17.) 2:0 Liedholm (57., Foulelfmeter) 3:0 A. Simonsson (64.) | | Mexiko |
| 1. Gruppenspiel                                                | | |        |
| 8. Juni 1958 um 14:00 Uhr in Stockholm (Råsundastadion)        | | |        |
| Zuschauer: 34.107                                              | | |        |
| Schiedsrichter: Nikolai Gawrilowitsch Latyschew ( Sowjetunion) | | |        |
| Spielbericht                                                   | | |        |

## Ungarn – Wales 1:1 (1:1)
| Ungarn                                              | Ungarn | Wales | Wales |
| --------------------------------------------------- | --- | --- | ----- |
| Ungarn                                              | \| 1. Gruppenspiel \| \| 8. Juni 1958 um 19:00 Uhr in Sandviken (Jernvallen) \| \| Zuschauer: 15.343 \| \| Schiedsrichter: José María Codesal ( Uruguay) \| \| Spielbericht \|                  | \| 1. Gruppenspiel \| \| 8. Juni 1958 um 19:00 Uhr in Sandviken (Jernvallen) \| \| Zuschauer: 15.343 \| \| Schiedsrichter: José María Codesal ( Uruguay) \| \| Spielbericht \|            | Wales |
| Ungarn                                              | Gyula Grosics – Sándor Mátrai, Ferenc Sipos, László Sárosi – József Bozsik, Pál Berendy, Lajos Tichy – Nándor Hidegkuti, Dezső Bundzsák, Károly Sándor, Máté Fenyvesi Cheftrainer: Lajos Baróti | Jack Kelsey – Stuart Williams, Mel Hopkins, Derrick Sullivan – Mel Charles, Dave Bowen – Terry Medwin, John Charles, Ivor Allchurch, Cliff Jones, Colin Webster Cheftrainer: Jimmy Murphy | Wales |
| Ungarn                                              | 1:0 Bozsik (5.) | 1:1 J. Charles (27.) | Wales |
| 1. Gruppenspiel                                     | | |       |
| 8. Juni 1958 um 19:00 Uhr in Sandviken (Jernvallen) | | |       |
| Zuschauer: 15.343                                   | | |       |
| Schiedsrichter: José María Codesal ( Uruguay)       | | |       |
| Spielbericht                                        | | |       |

## Mexiko – Wales 1:1 (0:1)
| Mexiko                                                   | Mexiko | Wales | Wales |
| -------------------------------------------------------- | --- | --- | ----- |
| Mexiko                                                   | \| 2. Gruppenspiel \| \| 11. Juni 1958 um 19:00 Uhr in Stockholm (Råsundastadion) \| \| Zuschauer: 15.150 \| \| Schiedsrichter: Leo Lemešić ( Jugoslawien) \| \| Spielbericht \|                                         | \| 2. Gruppenspiel \| \| 11. Juni 1958 um 19:00 Uhr in Stockholm (Råsundastadion) \| \| Zuschauer: 15.150 \| \| Schiedsrichter: Leo Lemešić ( Jugoslawien) \| \| Spielbericht \|     | Wales |
| Mexiko                                                   | Antonio Carbajal – Jesús del Muro, Raúl Cárdenas, Jaime Belmonte – Jorge Romo, Francisco Flores – Salvador Reyes, Crescencio Gutiérrez, Enrique Sesma, Carlos Blanco, Carlos González Cheftrainer: Antonio López Herranz | Jack Kelsey – Stuart Williams, Mel Hopkins, Colin Baker – Mel Charles, Dave Bowen – Terry Medwin, John Charles, Ivor Allchurch, Cliff Jones, Colin Webster Cheftrainer: Jimmy Murphy | Wales |
| Mexiko                                                   | 1:1 Belmonte (89.) | 0:1 I. Allchurch (32.) | Wales |
| 2. Gruppenspiel                                          | | |       |
| 11. Juni 1958 um 19:00 Uhr in Stockholm (Råsundastadion) | | |       |
| Zuschauer: 15.150                                        | | |       |
| Schiedsrichter: Leo Lemešić ( Jugoslawien)               | | |       |
| Spielbericht                                             | | |       |

## Schweden – Ungarn 2:1 (1:0)
| Schweden                                                 | Schweden | Ungarn | Ungarn |
| -------------------------------------------------------- | --- | --- | ------ |
| Schweden                                                 | \| 2. Gruppenspiel \| \| 12. Juni 1958 um 19:00 Uhr in Stockholm (Råsundastadion) \| \| Zuschauer: 38.850 \| \| Schiedsrichter: John Mowat ( Schottland) \| \| Spielbericht \|                        | \| 2. Gruppenspiel \| \| 12. Juni 1958 um 19:00 Uhr in Stockholm (Råsundastadion) \| \| Zuschauer: 38.850 \| \| Schiedsrichter: John Mowat ( Schottland) \| \| Spielbericht \|               | Ungarn |
| Schweden                                                 | Kalle Svensson – Orvar Bergmark, Sven Axbom – Nils Liedholm, Sigvard Parling, Bengt Gustavsson – Kurt Hamrin, Gunnar Gren, Agne Simonsson, Lennart Skoglund, Bror Mellberg Cheftrainer: George Raynor | Gyula Grosics – Sándor Mátrai, Ferenc Sipos, László Sárosi – József Bozsik, Pál Berendy, Lajos Tichy – Dezső Bundzsák, Károly Sándor, Ferenc Szojka, Máté Fenyvesi Cheftrainer: Lajos Baróti | Ungarn |
| Schweden                                                 | 1:0 Hamrin (34.) 2:0 Hamrin (55.) | 2:1 Tichy (77.) | Ungarn |
| Schweden                                                 | Liedholm verschießt Foulelfmeter (69.) | | Ungarn |
| 2. Gruppenspiel                                          | | |        |
| 12. Juni 1958 um 19:00 Uhr in Stockholm (Råsundastadion) | | |        |
| Zuschauer: 38.850                                        | | |        |
| Schiedsrichter: John Mowat ( Schottland)                 | | |        |
| Spielbericht                                             | | |        |

## Schweden – Wales 0:0
| Schweden                                                 | Schweden | Wales | Wales |
| -------------------------------------------------------- | --- | --- | ----- |
| Schweden                                                 | \| 3. Gruppenspiel \| \| 15. Juni 1958 um 14:00 Uhr in Stockholm (Råsundastadion) \| \| Zuschauer: 30.287 \| \| Schiedsrichter: Lucien Van Nuffel ( Belgien) \| \| Spielbericht \|                            | \| 3. Gruppenspiel \| \| 15. Juni 1958 um 14:00 Uhr in Stockholm (Råsundastadion) \| \| Zuschauer: 30.287 \| \| Schiedsrichter: Lucien Van Nuffel ( Belgien) \| \| Spielbericht \|   | Wales |
| Schweden                                                 | Kalle Svensson – Orvar Bergmark, Sven Axbom – Bengt Gustavsson – Nils Liedholm, Sigvard Parling, Arne Selmosson, Lennart Skoglund, Gösta Löfgren, Henry Källgren, Bengt Berndtsson Cheftrainer: George Raynor | Jack Kelsey – Stuart Williams, Mel Hopkins, Derrick Sullivan – Mel Charles, Dave Bowen – Ron Hewitt, John Charles, Ivor Allchurch, Cliff Jones, Roy Vernon Cheftrainer: Jimmy Murphy | Wales |
| 3. Gruppenspiel                                          | | |       |
| 15. Juni 1958 um 14:00 Uhr in Stockholm (Råsundastadion) | | |       |
| Zuschauer: 30.287                                        | | |       |
| Schiedsrichter: Lucien Van Nuffel ( Belgien)             | | |       |
| Spielbericht                                             | | |       |

## Ungarn – Mexiko 4:0 (1:0)
| Ungarn                                               | Ungarn | Mexiko | Mexiko |
| ---------------------------------------------------- | --- | --- | ------ |
| Ungarn                                               | \| 3. Gruppenspiel \| \| 15. Juni 1958 um 19:00 Uhr in Sandviken (Jernvallen) \| \| Zuschauer: 13.300 \| \| Schiedsrichter: Arne Eriksson ( Finnland) \| \| Spielbericht \|                    | \| 3. Gruppenspiel \| \| 15. Juni 1958 um 19:00 Uhr in Sandviken (Jernvallen) \| \| Zuschauer: 13.300 \| \| Schiedsrichter: Arne Eriksson ( Finnland) \| \| Spielbericht \|                                                       | Mexiko |
| Ungarn                                               | István Ilku – Sándor Mátrai, Ferenc Sipos, László Sárosi – László Budai, Lajos Tichy, Antal Kotász – Nándor Hidegkuti, Károly Sándor, Ferenc Szojka, József Bencsics Cheftrainer: Lajos Baróti | Antonio Carbajal – Jesús del Muro, Raúl Cárdenas, Jaime Belmonte – Francisco Flores, Guillermo Sepúlveda – Salvador Reyes, Crescencio Gutiérrez, Enrique Sesma, Carlos Blanco, Carlos González Cheftrainer: Antonio López Herranz | Mexiko |
| Ungarn                                               | 1:0 Tichy (9.) 2:0 Tichy (46.) 3:0 Sándor (54.) 4:0 Bencsics (69.) | | Mexiko |
| 3. Gruppenspiel                                      | | |        |
| 15. Juni 1958 um 19:00 Uhr in Sandviken (Jernvallen) | | |        |
| Zuschauer: 13.300                                    | | |        |
| Schiedsrichter: Arne Eriksson ( Finnland)            | | |        |
| Spielbericht                                         | | |        |

## Entscheidungsspiel Wales – Ungarn 2:1 (0:1)
| Wales                                               | Wales | Ungarn | Ungarn |
| --------------------------------------------------- | --- | --- | ------ |
| Wales                                               | \| Entscheidungsspiel um Platz 2 \| \| 17. Juni 1958 um 19:00 Uhr in Malmö (Malmö Stadion) \| \| Zuschauer: 2.823 \| \| Schiedsrichter: Nikolai Latitschew ( Sowjetunion) \| \| Spielbericht \| | \| Entscheidungsspiel um Platz 2 \| \| 17. Juni 1958 um 19:00 Uhr in Malmö (Malmö Stadion) \| \| Zuschauer: 2.823 \| \| Schiedsrichter: Nikolai Latitschew ( Sowjetunion) \| \| Spielbericht \| | Ungarn |
| Wales                                               | Jack Kelsey – Stuart Williams, Mel Hopkins, Derrick Sullivan – Mel Charles, Dave Bowen – Terry Medwin, Ron Hewitt, John Charles, Ivor Allchurch, Cliff Jones Cheftrainer: Jimmy Murphy          | Gyula Grosics – Sándor Mátrai, Ferenc Sipos, László Sárosi – József Bozsik, László Budai, Lajos Tichy, Antal Kotász – Dezső Bundzsák, József Bencsics, Máté Fenyvesi Cheftrainer: Lajos Baróti  | Ungarn |
| Wales                                               | 1:1 I. Allchurch (55.) 2:1 Medwin (76.) | 0:1 Tichy (33.) | Ungarn |
| Wales                                               | Platzverweis: Sipos (79.) | | Ungarn |
| Entscheidungsspiel um Platz 2                       | | |        |
| 17. Juni 1958 um 19:00 Uhr in Malmö (Malmö Stadion) | | |        |
| Zuschauer: 2.823                                    | | |        |
| Schiedsrichter: Nikolai Latitschew ( Sowjetunion)   | | |        |
| Spielbericht                                        | | |        |